# 대한민국 민사소송법 제7조
대한민국 민사소송법 제7조는 근무지의 특별재판적에 대한 민사소송법조문이다.

## 조문
제7조(근무지의 특별재판적) 사무소 또는 영업소에 계속하여 근무하는 사람에 대하여 소를 제기하는 경우에는 그 사무소 또는 영업소가 있는 곳을 관할하는 법원에 제기할 수 있다.

## 참조조문
민법 제36조 (법인의 주소) 법인의 주소는 그 주된 사무소의 소재지에 있는 것으로 한다.

제40조(사단법인의 정관) 사단법인의 설립자는 다음 각호의 사항을 기재한 정관을 작성하여 기명날인하여야 한다.
3. 사무소의 소재지

상법 제171조 (회사의 주소) 회사의 주소는 본점소재지에 있는 것으로 한다.

제31조(전속관할에 따른 제외) 전속관할(專屬管轄)이 정하여진 소에는 제2조, 제7조 내지 제25조, 제29조 및 제30조의 규정을 적용하지 아니한다.

## 같이 보기
- 대한민국 민법 제36조
- 대한민국 민법 제40조
- 대한민국 상법 제171조